# December 2004
Dit artikel geeft een chronologisch overzicht van alle belangrijke gebeurtenissen per dag in de maand december van het jaar 2004.

## Gebeurtenissen

### 1 december
- Israël - Een meerderheid van de Knesset, het Israëlische parlement, stemt tegen de begroting voor volgend jaar. Premier Ariel Sharon ontslaat vier ministers van de partij Shinui. Mogelijk gaat de Ha'Avoda van Shimon Peres nu deel uitmaken van de coalitie.
- Nederland - Prins Bernhard overlijdt. In de loop van de dag wordt hij al overgebracht naar het UMC in Utrecht. Zijn gezondheidsproblemen hadden zich zodanig verergerd dat behandeling op paleis Soestdijk niet meer mogelijk was. Rond half tien 's avonds is het overlijden van Prins Bernhard bekendgemaakt.
- Oekraïne - Het parlement van Oekraïne heeft een motie van wantrouwen aangenomen tegen de pro-Russische regering van Viktor Janoekovytsj. Het parlement stemde ook in met het oprichten van een interim-regering.[1]
- Nederland - Kort na 21:00 uur werd het station Rotterdam Centraal ontruimd. Er zou een man met een handgranaat in een trein aanwezig zijn. De betreffende trein met reisdoel Den Haag werd net buiten het station stilgezet. Er werd echter niemand aangetroffen met een explosief.[2]

### 2 december
- Nederland - Advocaat Robert Moszkowicz spant in opdracht van een aantal moslims een kort geding aan, om te verbieden dat er een vervolg op de film Submission uitkomt. Afgelopen dagen werd bekend dat Ayaan Hirsi Ali aan een vervolg werkt. Verder eist hij dat Hirsi Ali zich niet meer grievend mag uitlaten over de islam.

### 3 december
- Irak - In Bagdad is een politiebureau overvallen, waarbij 12 agenten gedood werden. De gevangenen werden bevrijd. Eveneens ontplofte een bom bij een sjiitische moskee in een voornamelijk soennitische buurt.
- Filipijnen - Bij een tyfoon en een tropische storm zijn de afgelopen dagen enkele honderden doden gevallen.

### 5 december
- Hongarije - Een referendum waarbij Hongaren mochten stemmen of etnische Hongaren in onder andere Roemenië, Servië en Slowakije een dubbele nationaliteit konden krijgen, haalt niet de benodigde opkomst.[3]

### 6 december
- Saoedi-Arabië - In de havenstad Djedda nemen gewapende strijders korte tijd het Amerikaans consulaat in, waarna Saoedische legereenheden het consulaat bevrijden.[4]
- Spanje - In verschillende steden ontploffen min of meer tegelijkertijd zes bommen van de ETA.

### 7 december
- Nederland - De Nationale Recherche arresteerde gisteren de 62-jarige Frans van Anraat in Amsterdam. Hij wordt ervan verdacht grondstoffen voor chemische wapens te hebben geleverd aan het Irak van Saddam Hoessein, en daardoor bijdragen te hebben geleverd aan genocide.[5]
- Afghanistan - Hamid Karzai is vandaag officieel geïnaugureerd als president van Afghanistan.[6]

### 8 december
- VN/Nederland - Minister Ben Bot stuurt een brief aan Kofi Annan, waarin hij schrijft dat de landen van de Europese Unie hem steunen. Annan ligt met name in de Verenigde Staten onder vuur, omdat zijn zoon steekpenningen zou hebben aangenomen van een Zwitsers bedrijf dat zaken deed in Irak.[7]
- Oekraïne - Het parlement van Oekraïne stemt in met wijzigingen in de kieswet en andere wijzigingen die een ordelijke stembusgang op 26 december mogelijk moeten maken.
- Peru - In de stad Cuzco wordt de oprichting bekendgemaakt van de Zuid-Amerikaanse Statengemeenschap, een blok van Zuid-Amerikaanse landen die in de toekomst een vrijhandelszone willen oprichten.[8]

### 9 december
- Israël - De leden van de Likoed-partij van Ariel Sharon stemmen voor coalitie-onderhandelingen met de Arbeidspartij van Shimon Peres en ultraorthodoxe partijen om de minderheidsregering van Ariel Sharon te verbreden, na het ontslag van de ministers van Shinui.
- Nederland - Het Openbaar Ministerie eist in hoger beroep vijf jaar cel en TBS tegen Murat D., die zijn leraar Hans van Wieren doodschoot.

### 10 december
- Nederland - Cor Boonstra, de oud-topman van Philips, wordt in hoger beroep vrijgesproken van handel met voorkennis.
- Pakistan - Bij een bomaanslag in de stad Quetta in het westen van Pakistan komen tien personen om het leven.[9]
- Nederland - De 7e-eeuwse koning Radboud wordt in een uitzending van Omrop Fryslân met grote meerderheid van stemmen tot de meest roemruchte Fries aller tijden gekozen. De verkiezing is een initiatief van studentenvereniging F.F.J. Bernlef uit Groningen.

### 11 december
- Nederland - In de Nieuwe Kerk in Delft is vandaag Prins Bernhard bijgezet.
- Alaska, VS - Als gevolg van het in tweeën breken van de Maleisische olietanker Selandang Ayu wordt het natuurgebied Unalaska bedreigd door 2,3 miljoen liter stookolie.
- Nederland - Bij Den Helder is op het strand van Petten een dode reuzenhaai aangespoeld. Deze haaiensoort komt in de Atlantische Oceaan voor.

### 12 december
- Nederland - De laatste film van Theo van Gogh is in Den Haag première gegaan. 06/05 gaat over een complottheorie waarin de AIVD Pim Fortuyn het zwijgen op zou willen leggen.
- Pakistan - In Lahore verspeelt de Nederlandse hockeyploeg de Champions Trophy door in de finale met 4-2 van Spanje te verliezen.

### 13 december
- Roemenië - Traian Basescu wordt de nieuwe president van Roemenië, nadat premier Adrian Năstase zijn verlies van de verkiezingen van 28 november erkent.[10]
- Nederland - De film Floris is in première gegaan en wordt door de pers goed ontvangen.
- Chili - Oud-dictator Augusto Pinochet wordt door een Chileense rechter aangeklaagd voor schending van mensenrechten tijdens zijn vroegere bewind.[11]

### 14 december
- Californië, VS - Het bedrijf Google Inc. maakt bekend dat het de bestanden van enkele grote bibliotheken op internet gaat zetten. Het project neemt naar verwachting tien jaar in beslag.[12]
- Nederland - de Volkskrant plaatst een interview met de op 1 december overleden Prins Bernhard. In het interview stelt Bernhard onder andere twee buitenechtelijke dochters te hebben en destijds één miljoen gulden van Lockheed te hebben ontvangen. Bernhard blijft echter ontkennen ooit lid geweest te zijn van de NSDAP.[13]

### 15 december
- Irak - Op de dag dat de campagne voor de verkiezingen begint, ontploft voor de sjiitische Imam Hoesseinmoskee in Karbala, een bom waarbij zeven personen gedood worden.[14]
- Griekenland - In Athene hebben twee mannen, waarvan de politie vermoedt dat ze Albanees zijn, een bus gekaapt.
- Nepal In het westen van Nepal doodt het regeringsleger ten minste 26 maoïstische rebellen.[15]
- Nederland - De gemiddelde ziekenfondspremie stijgt volgend jaar met 24%.
- Nederland - De Efteling opent zijn 25e sprookje in het sprookjesbos, Het meisje met de zwavelstokjes, ter gelegenheid van het 200e geboortejaar van de schrijver Hans Christian Andersen in 2005.

### 16 december
- Midden-Oosten - Osama bin Laden verspreidt op Internet een audioboodschap waarin hij oproept om aanvallen uit te voeren op de olie-industrie.[16]
- Nederland - De Marokkaanse minister van cultuur Aachari, die in Amsterdam is voor de opening van een tentoonstelling, verklaart dat de moord op Theo van Gogh een puur Nederlandse zaak is.

### 17 december
- Turkije en de Europese Unie bereiken een akkoord over het begin van toetredingsonderhandelingen. Onder de voorwaarde dat Turkije eerst een douane-unie aangaat met alle leden van de EU (en daarmee impliciet Cyprus erkent), beginnen de onderhandelingen op 3 oktober 2005. Premier Jan Peter Balkenende maakte dat bekend in Brussel.[17]

### 18 december
- Argentinië - De internationale top over klimaatverandering eindigt zonder verdere afspraken over reductie van broeikasgassen. Men kon geen overeenstemming bereiken over wat er moet gebeuren als in 2012 het verdrag van Kyoto afloopt.
- Soedan - Soedanese regeringstroepen beginnen een nieuw offensief in Darfoer.

### 19 december
- Irak - In de voor sjiitische moslims heilige steden Karbala en Najaf in het zuiden van Irak, ontploffen bommen waarbij tientallen doden vallen.
- Hongarije - In Boedapest winnen de Noorse handbalsters voor de tweede keer de Europese titel door in de finale titelverdediger Denemarken met 27-25 te verslaan.

### 20 december
- New York, VS - President George W. Bush wordt door Time Magazine uitgeroepen tot 'man of the year'. Daarnaast blijft hij minister van defensie Donald Rumsfeld verdedigen, die veel kritiek krijgt omdat hij brieven naar familieleden van in Irak overleden soldaten niet zelf ondertekende, maar dit machinaal deed.
- Nederland - Frans van Anraat, verdacht van het leveren van chemicaliën aan Saddam Hoessein, is volgens de Volkskrant een informant geweest van de AIVD.
- Italië - Onder grote internationale belangstelling is in Toscane een bedorven reuzetruffel plechtig begraven.

### 21 december
- Irak - In de Iraakse stad Mosoel worden explosieven afgevuurd op een Amerikaanse basis, waarbij ten minste 22 personen gedood worden.[18]
- Nederland - Burgemeester Jacques Wallage verwelkomt de 180 000e inwoner van de stad Groningen, een lid van een terugkerend gezin. De stad maakt al jaren een gestage groei in inwonertal mee.

### 22 december
- Nederland - Het bedrijf Talpa van John de Mol krijgt de eerste uitzendrechten voor samenvattingen van de Eredivisie. Langs de Lijn houdt de radiorechten.

### 23 december
- Vlaanderen, België - Goesting is volgens de Vlaming het mooiste woord van de Nederlandse taal.

### 24 december
- Nepal - De mensenrechtenorganisatie ISSS maakt bekend dat er in de Nepalese Burgeroorlog de afgelopen maanden ongeveer 450 mensen zijn omgekomen bij gevechten tussen rebellen en regeringstroepen.
- Palestijnse Autoriteit - Bij gemeenteraadsverkiezingen in enkele plaatsen in de Westelijke Jordaanoever wint Fatah in het algemeen maar sommige plaatsen worden gewonnen door de politieke tak van Hamas.[19]

### 25 december
- Saturnus - De sonde Huygens splitst zich succesvol af van moederschip Cassini en begint aan de afdaling naar het oppervlak van Titan.

### 26 december
- Aardbeving in de Indische Oceaan: Bij een zware zeebeving op de zeebodem gevolgd door hoge en sterke vloedgolven zijn in Zuidoost-Azië ten minste 168 000 mensen om het leven gekomen en worden er nog velen vermist. Met name Sri Lanka, India, Indonesië en Thailand zijn ernstig getroffen door de aardbeving van 9,0 op de schaal van Richter.
- Oekraïne - De opnieuw uitgevoerde Verkiezingen in Oekraïne worden volgens waarnemers gewonnen door Viktor Joesjtsjenko, maar een officiële uitslag is er nog niet.
- België - Mia  van Gorki staat voor de tweede keer op 1 in de Tijdloze 100 van Studio Brussel.

### 27 december
- Suriname - Wegens droogte moet een luchtbrug geopend worden om voedsel naar het binnenland te transporteren, omdat veel oogsten mislukt zijn.
- Irak - De belangrijkste soennitische partij verklaart de verkiezingen van 30 januari 2005 officieel te boycotten.[20]

### 28 december
- Nederland - De Rijksvoorlichtingsdienst maakt bekend dat prinses Máxima opnieuw in verwachting is. De baby wordt medio juli 2005 verwacht.[21]
- Oekraïne - Er is nog steeds geen officiële uitslag van de verkiezingen, maar Viktor Janoekovytsj heeft inmiddels aangekondigd om tegen een - waarschijnlijke - nederlaag in beroep te gaan.
- Balkan - Bulgarije, Macedonië en Albanië kondigen de bouw aan van een oliepijpleiding tussen Burgas aan de Zwarte Zee en Vlorë aan de Adriatische Zee.[22]

### 30 december
- Argentinië - Een brand in een discotheek in Buenos Aires heeft aan 169 mensen het leven gekost en 375 mensen gewond doen raken.
- Israël - Ariel Sharon en Shimon Peres sluiten een akkoord over hun nieuw te vormen coalitie.[23]

### 31 december
- Litouwen - De eerste kernreactor van de Ignalina-kerncentrale wordt stilgezet. Hij is van het type RBMK, hetzelfde type als van de kerncentrale van de Kernramp van Tsjernobyl.

<< · januari · februari · maart · april · mei · juni · juli · augustus · september · oktober · november · december · >>